# Campeonato Sergipano de Futebol de 2022 - Série A2
O Campeonato Sergipano de Futebol - Série A2 de 2022 será a 42ª edição da competição, realizado no estado de Sergipe e organizado pela Federação Sergipana de Futebol. O Campeão e Vice garantirá vaga no Campeonato Sergipano de Futebol de 2023.

## Previsões do Campeonato
Depois de a competição tomar as maiores proporções da sua história desde 2014 e de ter mostrado uma grande competitividade de 2015 a 2021 a segunda divisão estadual de 2022 pretende ser bem equilibrada. Isso porque haverá vaga para dois clube ao acesso.
Com as novas medidas tomada pela Federação Sergipana de Futebol de profissionalizar cada vez mais o futebol de Sergipe, muitos clubes tradicionais do estado estão ficando de fora da competição devido as adequações e exigências para participar do certame.

## Formato e Regulamento
O Campeonato será disputado em quatro fases: Primeira Fase, Segunda Fase, Semifinais e Final.
Na Primeira Fase, os 20 clubes serão divididos em cinco grupos, o Grupo A, B, C, D e E com quatro equipes, definidos pelo critério geográfico. Os clubes jogarão entre si dentro do grupo, em partidas de ida e volta, totalizando seis partidas para cada clube respectivamente, classificando-se os dois primeiros colocados de cada grupo para a Segunda Fase. Em caso de empate em pontos ganhos entre dois ou mais clubes ao final da Primeira Fase, o desempate, para efeito de classificação, será efetuado observando-se os critérios abaixo:
1. Maior número de vitórias;
2. Maior saldo de gols;
3. Maior número de gols pró;
4. Confronto direto (entre dois clubes somente);
5. Menor número de cartões vermelhos recebidos;
6. Menor número de cartões amarelos recebidos;
7. Sorteio.

Na Segunda Fase, os oito clubes qualificados jogarão partidas de ida, com mando de campo na partida definida pela campanha da Primeira Fase. Os Confrontos serão definidos através de sorteio, a ser realizado na sede da FSF. Nesta fase classifica-se para as Semifinais os dois primeiros colocados de cada grupo.
Em caso de empate em pontos e saldo de gols ao final da partida, a equipe melhor classificada na primeira fase se classifica.
Nas Semifinais, os quatro clubes qualificados jogarão ida e volta, com mando de campo e confrontos definidos através de sorteio, a ser realizado na sede da FSF.
Na Fase Semifinal em caso de empate em pontos e saldo de gols, classificam-se para a final a equipe melhor classificada na Segunda Fase
Na Final, os clubes vencedores do confronto semifinal jogarão partidas de ida e volta com a equipe melho classificada no geral jogar com a vantagem de dois empates ou dois resultados iguais.
O campeão e o vice garantem vaga na Série A1 2023.

## Equipes Participantes
| Pos. | Promovidos à Série A1 2022 |
| ---- | -------------------------- |
| 1º   | Falcon                     |
| 2º   | América de Propriá         |

| Pos. | Rebaixados da Série A1 2021 |
| ---- | --------------------------- |
| 9°   | Dorense                     |
| 10°  | América de Pedrinhas        |

Abaixo segue a lista dos clubes que vão participar do campeonato que acontecera no segundo semestre de 2022. As equipes teve sua participação confirmada pela Federação Sergipana de Futebol e poderá haver desistência de algum clube até o inicio da competição.

## Primeira Fase

### Grupo A
| Grupo A | Grupo A     | Grupo A | Grupo A | Grupo A | Grupo A | Grupo A | Grupo A | Grupo A | Grupo A | Grupo A | Grupo A |
| Pos     | Times       | Pts     | J       | V       | E       | D       | GP      | GC      | SG      | %       |         |
| ------- | ----------- | ------- | ------- | ------- | ------- | ------- | ------- | ------- | ------- | ------- | ------- |
| 1       | Dorense     | 14      | 6       | 4       | 2       | 0       | 10      | 1       | +9      | 78      |         |
| 2       | Guarany-SE  | 8       | 6       | 2       | 2       | 2       | 7       | 7       | 0       | 44      |         |
| 3       | Canindé     | 6       | 6       | 2       | 0       | 4       | 8       | 9       | –1      | 33      |         |
| 4       | Força Jovem | 5       | 6       | 1       | 2       | 3       | 5       | 13      | –8      | 28      |         |

|  |                                    |
|  |                                    |
|  | Equipes classificadas à Fase Final |
|  | Equipes Eliminadas                 |

| Canindé     |     | 0–1 | 0–1 | 2–1 |
| Dorense     | 3–1 |     | 0–0 | 1–0 |
| Força Jovem | 1–4 | 0–5 |     | 2–2 |
| Guarany-SE  | 2–1 | 0–0 | 2–1 |     |

|  |                     |  |        |  |                      |
|  | Vitória do Mandante |  | Empate |  | Vitória do Visitante |

#### Resultados
| 6 de agosto de 2022 | Canindé | 0 – 1                     | Dorense  | Canindé de São Francisco                                   |  |
| 15:00               |         | Sumúla FSF [ Borderô FSF] | 34' Mano | Estádio: Andrezão Público: pagantes Árbitro: Rafael Santos |  |

| 9 de agosto de 2022 | Força Jovem | 2 – 2                        | Guarany-SE | Nossa Senhora da Glória                    |  |
| 15:00               |             | [ Sumúla FSF] [ Borderô FSF] |            | Estádio: Editon Oliveira Público: pagantes |  |

| 13 de agosto de 2022 | Guarany-SE                           | 2 – 1                     | Canindé         | Porto da Folha                                                  |  |
| 15:00                | Edimar Santos 3' · Eliomar Gomes 82' | Sumúla FSF [ Borderô FSF] | 10' Breno Silva | Estádio: Caio Feitosa Público: pagantes Árbitro: Wagner Tavares |  |

| 13 de agosto de 2022 | Dorense | 0 – 0                     | Força Jovem | Nossa Senhora das Dores                                               |  |
| 15:00                |         | Sumúla FSF [ Borderô FSF] |             | Estádio: Ariston Azevedo Público: pagantes Árbitro: Thayslane de Melo |  |

| 17 de agosto de 2022 | Dorense           | 1 – 0                        | Guarany-SE | Nossa Senhora das Dores                    |  |
| 15:00                | Michel Soares 48' | [ Sumúla FSF] [ Borderô FSF] |            | Estádio: Ariston Azevedo Público: pagantes |  |

| 23 de agosto de 2022 | Canindé | 0 – 1                        | Força Jovem       | Canindé de São Francisco            |  |
| 15:00                |         | [ Sumúla FSF] [ Borderô FSF] | Kássio Andrey 32' | Estádio: Andrezão Público: pagantes |  |

| 20 de agosto de 2022 | Força Jovem       | 1 – 4                        | Canindé                      | Aquidabã          |  |
| 15:00                | Rafael Santos 65' | [ Sumúla FSF] [ Borderô FSF] | Breno 02', 05', 42' (p), 50' | Público: pagantes |  |

| 20 de agosto de 2022 | Guarany-SE | 0 – 0                        | Dorense | Porto da Folha                          |  |
| 15:00                |            | [ Sumúla FSF] [ Borderô FSF] |         | Estádio: Caio Feitosa Público: pagantes |  |

| 27 de agosto de 2022 | Canindé                          | 2 – 1                        | Guarany-SE          | Canindé de São Francisco            |  |
| 15:00                | Lucas Araújo 77' · Breno 84' (p) | [ Sumúla FSF] [ Borderô FSF] | Wille Conceição 58' | Estádio: Andrezão Público: pagantes |  |

| 30 de agosto de 2022 | Força Jovem | 0 – 5                        | Dorense                                                   | Aquidabã                           |  |
| 15:00                |             | [ Sumúla FSF] [ Borderô FSF] | Antônio Luis 34' (p), 56', 66' · Adrian 52' · Kayllan 60' | Estádio: Manecão Público: pagantes |  |

### Grupo B
| Grupo B | Grupo B                 | Grupo B | Grupo B | Grupo B | Grupo B | Grupo B | Grupo B | Grupo B | Grupo B | Grupo B | Grupo B |
| Pos     | Times                   | Pts     | J       | V       | E       | D       | GP      | GC      | SG      | %       |         |
| ------- | ----------------------- | ------- | ------- | ------- | ------- | ------- | ------- | ------- | ------- | ------- | ------- |
| 1       | Socorrense              | 16      | 6       | 5       | 1       | 0       | 20      | 4       | +16     | 89      |         |
| 2       | Barra-SE                | 11      | 6       | 3       | 2       | 1       | 9       | 6       | +3      | 61      |         |
| 3       | Santa Cruz de Riachuelo | 6       | 6       | 2       | 0       | 4       | 8       | 12      | –4      | 33      |         |
| 4       | Sport-SE                | 1       | 6       | 0       | 1       | 5       | 1       | 16      | –15     | 6       |         |

|  |                                    |
|  |                                    |
|  | Equipes classificadas à Fase Final |
|  | Equipes Eliminadas                 |

| Barra-SE   |      | 1–0 | 0–3 | 1–1 |
| Santa Cruz | 1–3  |     | 3–5 | 1–0 |
| Socorrense | 1–1  | 3–0 |     | 7–0 |
| Sport-SE   | W.O. | 0–3 | 0–1 |     |

|  |                     |  |        |  |                      |
|  | Vitória do Mandante |  | Empate |  | Vitória do Visitante |

#### Resultados
| 7 de agosto de 2022 | Socorrense                                                | 3 – 0                     | Santa Cruz de Riachuelo | Nossa Senhora do Socorro                                          |  |
| 15:00               | Roberio Lima 37' · Erany Bispo 61' · Bruno Mateus 87 pen' | Sumúla FSF [ Borderô FSF] |                         | Estádio: Wellington Elias Público: pagantes Árbitro: Pedro Afonso |  |

| 9 de agosto de 2022 | Barra-SE            | 1 – 1                     | Sport-SE          | Barra dos Coqueiros                                         |  |
| 15:00               | Julio Cesar 39 pen' | Sumúla FSF [ Borderô FSF] | 59' Rogerio Matos | Estádio: João Cruz Público: pagantes Árbitro: Fábio Augusto |  |

| 13 de agosto de 2022 | Sport-SE | 0 – 1                     | Socorrense       | Aracaju                                                             |  |
| 15:00                |          | Sumúla FSF [ Borderô FSF] | 68' Kaio Raphael | Estádio: Adolfo Rollemberg Público: pagantes Árbitro: Rafael Santos |  |

| 14 de agosto de 2022 | Santa Cruz de Riachuelo | 1 – 3                     | Barra-SE                                                          | Barra dos Coqueiros                                       |  |
| 15:00                | Ruan Batista 75'        | Sumúla FSF [ Borderô FSF] | 17' Emerson Alves · 62' Arielton da Silva · 85' Gabriel Penharbel | Estádio: João Cruz Público: pagantes Árbitro: Michel Lima |  |

| 17 de agosto de 2022 | Barra-SE | 0 – 3                        | Socorrense                                                | Barra dos Coqueiros                  |  |
| 15:00                |          | [ Sumúla FSF] [ Borderô FSF] | Erany Bispo 60' · Roberio Lima 69' · Bruno Mateus 88' (p) | Estádio: João Cruz Público: pagantes |  |

| 17 de agosto de 2022 | Sport-SE | 0 – 3                        | Santa Cruz de Riachuelo                    | Aracaju                                      |  |
| 15:00                |          | [ Sumúla FSF] [ Borderô FSF] | Breno 10' · Jorshua 18' · Igor Gustavo 41' | Estádio: Adolfo Rollemberg Público: pagantes |  |

| 20 de agosto de 2022 | Socorrense      | 1 – 1                        | Barra-SE             | Nossa Senhora do Socorro                    |  |
| 15:00                | Erany Bispo 30' | [ Sumúla FSF] [ Borderô FSF] | Lucas Nascimento 48' | Estádio: Wellington Elias Público: pagantes |  |

| 23 de agosto de 2022 | Santa Cruz de Riachuelo | 1 – 0                        | Sport-SE | Aracaju                                      |  |
| 15:00                | Robson Luiz 49'         | [ Sumúla FSF] [ Borderô FSF] |          | Estádio: Adolfo Rollemberg Público: pagantes |  |

| 30 de agosto de 2022 | Socorrense | 7 – 0                        | Sport-SE | Nossa Senhora do Socorro                    |  |
| 15:00                | Bruno Mateus 15' (p) · Roberio Lima 37', 54' · Matheus de Jesus 70' · Carlos Daniel 72' · Wandercley 75' (p) · José Cleberton 84' | [ Sumúla FSF] [ Borderô FSF] |          | Estádio: Wellington Elias Público: pagantes |  |

| 17 de agosto de 2022 | Barra-SE           | 1 – 0                        | Santa Cruz de Riachuelo | Aracaju                              |  |
| 15:00                | Gabriel Felipe 39' | [ Sumúla FSF] [ Borderô FSF] |                         | Estádio: João Cruz Público: pagantes |  |

### Grupo C
| Grupo C | Grupo C              | Grupo C | Grupo C | Grupo C | Grupo C | Grupo C | Grupo C | Grupo C | Grupo C | Grupo C | Grupo C |
| Pos     | Times                | Pts     | J       | V       | E       | D       | GP      | GC      | SG      | %       |         |
| ------- | -------------------- | ------- | ------- | ------- | ------- | ------- | ------- | ------- | ------- | ------- | ------- |
| 1       | Boquinhense          | 16      | 6       | 5       | 1       | 0       | 15      | 2       | +13     | 89      |         |
| 2       | Independente-SE      | 7       | 6       | 2       | 1       | 3       | 7       | 10      | –3      | 38      |         |
| 3       | Riachão              | 6*      | 6       | 2       | 3       | 1       | 10      | 8       | +2      | 50      |         |
| 4       | América de Pedrinhas | 1       | 6       | 0       | 1       | 5       | 2       | 14      | –12     | 6       |         |

|  |                                    |
|  |                                    |
|  | Equipes classificadas à Fase Final |
|  | Equipes Eliminadas                 |

| América         |     | 0–3  | 0–1 | 0–0 |
| Boquinhense     | 3–0 |      | 3–1 | 1–1 |
| Independente-SE | 2–1 | 0–2  |     | 1–2 |
| Riachão         | 3–1 | W.O. | 2–2 |     |

|  |                     |  |        |  |                      |
|  | Vitória do Mandante |  | Empate |  | Vitória do Visitante |

*O Riachão foi punido pelo TJD-SE com a perda de 3 pontos, por deixar de disputar a partida diante do Boquinhense.

#### Resultados
| 9 de agosto de 2022 | América de Pedrinhas | 0 – 0                     | Riachão | Pedrinhas                                                          |  |
| 15:00               |                      | Sumúla FSF [ Borderô FSF] |         | Estádio: Roberto Silva Público: pagantes Árbitro: Michael Vinicius |  |

| 9 de agosto de 2022 | Independente-SE | 0 – 2                     | Boquinhense                               | Simão Dias                                                     |  |
| 15:00               |                 | Sumúla FSF [ Borderô FSF] | 57' Michel Kaique · 65 pen' Djalma Felipe | Estádio: Albano Franco Público: pagantes Árbitro: Pedro Afonso |  |

| 13 de agosto de 2022 | Riachão                             | 2 – 2                        | Independente-SE                        | Lagarto                             |  |
| 15:00                | Luiz Fernando 09' · João Victor 82' | [ Sumúla FSF] [ Borderô FSF] | Ronemarques 75' · Douglas de Jesus 86' | Estádio: Barretão Público: pagantes |  |

| 13 de agosto de 2022 | Boquinhense                                       | 3 – 0                        | América de Pedrinhas | Pedrinhas                                |  |
| 15:00                | David Alisson 23' · José Matheus 45' · Robson 75' | [ Sumúla FSF] [ Borderô FSF] |                      | Estádio: Roberto Silva Público: pagantes |  |

| 17 de agosto de 2022 | Independente-SE                            | 2 – 1                        | América de Pedrinhas | Simão Dias                               |  |
| 15:00                | Ronemarques 66' (p) · Douglas de Jesus 72' | [ Sumúla FSF] [ Borderô FSF] | Edilberto 17' (p)    | Estádio: Albano Franco Público: pagantes |  |

| 23 de agosto de 2022 | Boquinhense       | 1 – 1                        | Riachão      | Pedrinhas                                |  |
| 15:00                | David Alisson 75' | [ Sumúla FSF] [ Borderô FSF] | Leonardo 49' | Estádio: Roberto Silva Público: pagantes |  |

| 20 de agosto de 2022 | América de Pedrinhas | 0 – 1                        | Independente-SE          | Pedrinhas                                |  |
| 15:00                |                      | [ Sumúla FSF] [ Borderô FSF] | Douglas de Jesus 79' (p) | Estádio: Roberto Silva Público: pagantes |  |

| 20 de agosto de 2022 | Riachão | 0 – 3 (W.O.)                 | Boquinhense | Lagarto                             |  |
| 15:00                |         | [ Sumúla FSF] [ Borderô FSF] |             | Estádio: Barretão Público: pagantes |  |

### Grupo D
| Grupo D | Grupo D       | Grupo D | Grupo D | Grupo D | Grupo D | Grupo D | Grupo D | Grupo D | Grupo D | Grupo D | Grupo D |
| Pos     | Times         | Pts     | J       | V       | E       | D       | GP      | GC      | SG      | %       |         |
| ------- | ------------- | ------- | ------- | ------- | ------- | ------- | ------- | ------- | ------- | ------- | ------- |
| 1       | Olímpico      | 16      | 6       | 5       | 1       | 0       | 11      | 4       | +7      | 89      |         |
| 2       | Estanciano    | 12      | 6       | 4       | 0       | 2       | 16      | 5       | +11     | 67      |         |
| 3       | Sete de Junho | 7       | 6       | 2       | 1       | 3       | 9       | 12      | –3      | 38      |         |
| 4       | Botafogo-SE   | 0       | 6       | 0       | 0       | 6       | 5       | 20      | –15     | 0       |         |

|  |                                    |
|  |                                    |
|  | Equipes classificadas à Fase Final |
|  | Equipes Eliminadas                 |

| Botafogo-SE   |     | 0–3 | 1–4 | 1–3 |
| Estanciano    | 5–0 |     | 0–1 | 3–1 |
| Olímpico      | 1–0 | 3–2 |     | 2–1 |
| Sete de Junho | 4–3 | 0–3 | 0–0 |     |

|  |                     |  |        |  |                      |
|  | Vitória do Mandante |  | Empate |  | Vitória do Visitante |

#### Resultados
| 9 de agosto de 2022 | Botafogo-SE      | 1 – 3                     | Sete de Junho                                                 | Cristinápolis                                                |  |
| 15:00               | Charles Kaio 53' | Sumúla FSF [ Borderô FSF] | 9' João Magalhães · 63' Vitor Rodrigues · 71' Vitor Rodrigues | Estádio: Geraldão Público: pagantes Árbitro: Marcel Phillipe |  |

| 9 de agosto de 2022 | Estanciano | 0 – 1                     | Olímpico        | Estância                                                                |  |
| 15:00               |            | Sumúla FSF [ Borderô FSF] | 9' Carlos David | Estádio: Estádio Francão Público: pagantes Árbitro: Wendell de Oliveira |  |

| 14 de agosto de 2022 | Sete de Junho | 0 – 3                        | Estanciano                         | Arauá                                   |  |
| 15:00                |               | [ Sumúla FSF] [ Borderô FSF] | Venicius 06', 55' · João Vitor 80' | Estádio: Estádio Teté Público: pagantes |  |

| 14 de agosto de 2022 | Olímpico         | 1 – 0                        | Botafogo-SE | Itabaianinha                      |  |
| 15:00                | Ramon Wesley 81' | [ Sumúla FSF] [ Borderô FSF] |             | Estádio: Souzão Público: pagantes |  |

| 18 de agosto de 2022 | Estanciano                                                                         | 5 – 0                        | Botafogo-SE | Estância                                   |  |
| 15:00                | João Henrique 22', 37' · Venicius 58' · Mateus de Oliveira 69' · Nicolas Kauan 85' | [ Sumúla FSF] [ Borderô FSF] |             | Estádio: Estádio Francão Público: pagantes |  |

| 18 de agosto de 2022 | Olímpico                         | 2 – 1                        | Sete de Junho      | Itabaianinha                      |  |
| 15:00                | Matheus Almeida 29' · Aldair 80' | [ Sumúla FSF] [ Borderô FSF] | João Magalhães 32' | Estádio: Souzão Público: pagantes |  |

| 21 de agosto de 2022 | Botafogo-SE | 0 – 3                        | Estanciano                            | Cristinápolis                       |  |
| 15:00                |             | [ Sumúla FSF] [ Borderô FSF] | João Henrique 10', 68' · Venicius 81' | Estádio: Geraldão Público: pagantes |  |

| 21 de agosto de 2022 | Sete de Junho | 0 – 0                        | Olímpico | Arauá                                   |  |
| 15:00                |               | [ Sumúla FSF] [ Borderô FSF] |          | Estádio: Estádio Teté Público: pagantes |  |

### Grupo E
| Grupo E | Grupo E         | Grupo E | Grupo E | Grupo E | Grupo E | Grupo E | Grupo E | Grupo E | Grupo E | Grupo E | Grupo E |
| Pos     | Times           | Pts     | J       | V       | E       | D       | GP      | GC      | SG      | %       |         |
| ------- | --------------- | ------- | ------- | ------- | ------- | ------- | ------- | ------- | ------- | ------- | ------- |
| 1       | Rosário Central | 18      | 6       | 6       | 0       | 0       | 17      | 3       | +14     | 100     |         |
| 2       | Amadense        | 7       | 6       | 2       | 1       | 3       | 10      | 12      | –2      | 39      |         |
| 3       | Coritiba-SE     | 6       | 6       | 2       | 0       | 4       | 7       | 8       | –1      | 33      |         |
| 4       | Aracaju         | 4       | 6       | 1       | 1       | 4       | 4       | 15      | –11     | 22      |         |

|  |                                    |
|  |                                    |
|  | Equipes classificadas à Fase Final |
|  | Equipes Eliminadas                 |

| Amadense        |     | 3–1 | 2–0 | 1–4  |
| Aracaju         | 1–1 |     | 0–4 | W.O. |
| Coritiba-SE     | 3–2 | 0–1 |     | 0–1  |
| Rosário Central | 3–1 | 4–1 | 2–0 |      |

|  |                     |  |        |  |                      |
|  | Vitória do Mandante |  | Empate |  | Vitória do Visitante |

#### Resultados
| 9 de agosto de 2022 | Rosário Central                                            | 4 – 1                        | Aracaju     | São Cristóvão              |  |
| 15:00               | Fabrício 28', 58' · Marcos Guilherme 77' · Adriano 80' (p) | [ Sumúla FSF] [ Borderô FSF] | Noadson 89' | Estádio: Público: pagantes |  |

| 9 de agosto de 2022 | Coritiba-SE                                                    | 3 – 2                     | Amadense                            | Itabaiana                                                              |  |
| 15:00               | Jean Francesco 21' · Adryan da Silva 47' · Hilton Carlos 90+3' | Sumúla FSF [ Borderô FSF] | 23' Elimar Lucas · 77' Elimar Lucas | Estádio: Etelvino Mendonça Público: pagantes Árbitro: Eloane Gonçalves |  |

| 14 de agosto de 2022 | Aracaju | 0 – 4                        | Coritiba-SE                                                      | Aracaju                                      |  |
| 15:00                |         | [ Sumúla FSF] [ Borderô FSF] | Vinicius Maranhão 14' · Manoel 20' · Alessandro 81' · Adryan 87' | Estádio: Adolfo Rollemberg Público: pagantes |  |

| 14 de agosto de 2022 | Amadense     | 1 – 4                        | Rosário Central                                 | Cristinápolis                       |  |
| 15:00                | Fabrício 76' | [ Sumúla FSF] [ Borderô FSF] | Anderson 17', 62' · Adriano 47' · Cristiano 93' | Estádio: Geraldão Público: pagantes |  |

| 18 de agosto de 2022 | Coritiba-SE | 0 – 1                        | Rosário Central    | Itabaiana                                    |  |
| 15:00                |             | [ Sumúla FSF] [ Borderô FSF] | Pedro Henrique 51' | Estádio: Etelvino Mendonça Público: pagantes |  |

| 18 de agosto de 2022 | Amadense                                  | 3 – 1                        | Aracaju     | Cristinápolis                       |  |
| 15:00                | Fabrício 09', 91' · Guilherme Antônio 77' | [ Sumúla FSF] [ Borderô FSF] | Noadson 05' | Estádio: Geraldão Público: pagantes |  |

| 21 de agosto de 2022 | Rosário Central                     | 2 – 0                        | Coritiba-SE | São Cristóvão              |  |
| 15:00                | Cristiano 02' · José Wedley 26' (p) | [ Sumúla FSF] [ Borderô FSF] |             | Estádio: Público: pagantes |  |

| 21 de agosto de 2022 | Aracaju | 1 – 1                        | Amadense | Aracaju                                      |  |
| 15:00                |         | [ Sumúla FSF] [ Borderô FSF] |          | Estádio: Adolfo Rollemberg Público: pagantes |  |

| 28 de agosto de 2022 | Coritiba-SE | 0 - 1                        | Aracaju        | Itabaiana                                    |  |
| 15:00                |             | [ Sumúla FSF] [ Borderô FSF] | André Luiz 34' | Estádio: Etelvino Mendonça Público: pagantes |  |

| 21 de agosto de 2022 | Rosário Central                            | 3 - 1                        | Amadense       | São Cristóvão              |  |
| 15:00                | Anderson 23' · Cristiano 48' · Adriano 55' | [ Sumúla FSF] [ Borderô FSF] | Elimar 33' (p) | Estádio: Público: pagantes |  |

### Desempenho por rodada
|         | 1   | 2   | 3   | 4   | 5   | 6   |
| Grupo A | DOR | GUA | DOR | DOR | DOR | DOR |
| Grupo B | SOC | SOC | SOC | SOC | SOC | SOC |
| Grupo C | BOQ | BOQ | BOQ | BOQ | BOQ | BOQ |
| Grupo D | SJU | OLI | OLI | OLI | OLI | OLI |
| Grupo E | RCT | RCT | RCT | RCT | RCT | RCT |

|         | 1   | 2   | 3   | 4   | 5   | 6   |
| Grupo A | CAN | CAN | CAN | CAN | FJV | FJV |
| Grupo B | STC | STC | SPO | SPO | SPO | SPO |
| Grupo C | IND | AMÉ | AMÉ | AMÉ | AMÉ | AMÉ |
| Grupo D | BOT | BOT | BOT | BOT | BOT | BOT |
| Grupo E | ARA | ARA | ARA | ARA | ARA | ARA |

## Segunda Fase

### Grupo F
| Grupo F | Grupo F         | Grupo F | Grupo F | Grupo F | Grupo F | Grupo F | Grupo F | Grupo F | Grupo F | Grupo F | Grupo F |
| Pos     | Times           | Pts     | J       | V       | E       | D       | GP      | GC      | SG      | %       |         |
| ------- | --------------- | ------- | ------- | ------- | ------- | ------- | ------- | ------- | ------- | ------- | ------- |
| 1       | Dorense         | 9       | 4       | 3       | 0       | 1       | 12      | 2       | +10     | 75      |         |
| 2       | Estanciano      | 9       | 4       | 3       | 0       | 1       | 10      | 4       | +6      | 75      |         |
| 3       | Boquinhense     | 6       | 4       | 2       | 0       | 2       | 9       | 8       | +1      | 50      |         |
| 4       | Olímpico        | 6       | 4       | 2       | 0       | 2       | 7       | 7       | 0       | 50      |         |
| 5       | Independente-SE | 0       | 4       | 0       | 0       | 4       | 1       | 18      | –17     | 0       |         |

|  |                                    |
|  |                                    |
|  | Equipes classificadas à Fase Final |
|  | Equipes Eliminadas                 |

| Boquinhense     |     | 0–4 | –   | –   | 3–1 |
| Dorense         | –   |     | –   | 3–0 | 4–0 |
| Estanciano      | 2–1 | 2–1 |     | –   | –   |
| Independente-SE | 1–5 | –   | 0–6 |     | –   |
| Olímpico        | –   | –   | 2–0 | 4–0 |     |

|  |                     |  |        |  |                      |
|  | Vitória do Mandante |  | Empate |  | Vitória do Visitante |

### Grupo G
| Grupo G | Grupo G         | Grupo G | Grupo G | Grupo G | Grupo G | Grupo G | Grupo G | Grupo G | Grupo G | Grupo G | Grupo G |
| Pos     | Times           | Pts     | J       | V       | E       | D       | GP      | GC      | SG      | %       |         |
| ------- | --------------- | ------- | ------- | ------- | ------- | ------- | ------- | ------- | ------- | ------- | ------- |
| 1       | Guarany-SE      | 8       | 4       | 2       | 2       | 0       | 2       | 0       | +2      | 67      |         |
| 2       | Rosário Central | 7       | 4       | 2       | 1       | 1       | 8       | 2       | +6      | 58      |         |
| 3       | Socorrense      | 5       | 4       | 1       | 2       | 1       | 6       | 2       | +4      | 42      |         |
| 4       | Amadense        | 5       | 4       | 1       | 2       | 1       | 6       | 2       | +4      | 42      |         |
| 5       | Barra-SE        | 1       | 4       | 0       | 1       | 3       | 0       | 16      | –16     | 8       |         |

|  |                                    |
|  |                                    |
|  | Equipes classificadas à Fase Final |
|  | Equipes Eliminadas                 |

| Amadense        |     | –   | 0–0 | 0–2 | –   |
| Barra-SE        | 0–6 |     | 0–0 | –   | –   |
| Guarany-SE      | –   | –   |     | 1–0 | 1–0 |
| Rosário Central | –   | 5–0 | –   |     | 1–1 |
| Socorrense      | 0–0 | 5–0 | –   | –   |     |

|  |                     |  |        |  |                      |
|  | Vitória do Mandante |  | Empate |  | Vitória do Visitante |

## Fase final
|  | Semifinais      | Semifinais | Semifinais | Semifinais |   |         | Final | Final | Final | Final |
|  |                 |            |            |            |   |         |       |       |       |       |
|  | Dorense         | 2          | 1          | 3          |   |         |       |       |       |       |
|  | Rosário Central | 2          | 1          | 3          |   |         |       |       |       |       |
|  | Rosário Central | 2          | 1          | 3          |   | Dorense | 2     | 1     | 3     |       |
|  |                 |            |            |            |   | Dorense | 2     | 1     | 3     |       |
|  |                 | Estanciano | 2          | 0          | 2 |         |       |       |       |       |
|  | Guarany-SE      | Estanciano | 2          | 0          | 2 | 1       | 1     | 2     |       |       |
|  | Guarany-SE      |            |            |            |   | 1       | 1     | 2     |       |       |
|  | Estanciano      | 1          | 2          | 3          |   |         |       |       |       |       |

### Jogos das semifinais
| 12 de outubro de 2022 | Rosário Central         | 2 – 2                        | Dorense                   | São Cristóvão                                      |  |
| 15:00                 | Índio 22' · Robinho 89' | [ Sumúla FSF] [ Borderô FSF] | Luciano 78' · Gabriel 91' | Estádio: Campo do Limão Público: pagantes Árbitro: |  |

| 12 de outubro de 2022 | Estanciano                                              | 1 – 1                        | Guarany-SE     | Estância                                   |  |
| 15:00                 | Vinicius 51' ({[Pênalti), minutos de jogo\|link=]] p]]' | [ Sumúla FSF] [ Borderô FSF] | Daniel GTA 92' | Estádio: Estádio Francão Público: pagantes |  |

| 15 de outubro de 2022 | Guarany-SE | 1 – 2                        | Estanciano                     | Porto da Folha                          |  |
| 15:00                 | Careca 94' | [ Sumúla FSF] [ Borderô FSF] | Vinicius 24' · Bruno Alves 36' | Estádio: Caio Feitosa Público: pagantes |  |

| 15 de outubro de 2022 | Dorense    | 1 – 1                        | Rosário Central | Nossa Senhora das Dores                    |  |
| 15:00                 | Michel 72' | [ Sumúla FSF] [ Borderô FSF] | Adriano 56'     | Estádio: Ariston Azevedo Público: pagantes |  |

### Final da Série A2

#### Jogo de Ida
| 19 de outubro de 2022 | Dorense                        | 2 – 2         | Estanciano                         | Ariston Azevedo, Nossa Senhora das Dores              |
| 15:00                 | Antônio Luis 02' · Luciano 47' | [ Súmula FSF] | Bruno Alves 39' · Venicius 78' (p) | Público: pagantes Árbitro: SE Fábio Carreiro da Silva |

#### Jogo de Volta
| 23 de outubro de 2022 | Estanciano | 0 – 1         | Dorense  | Francão, Estância                                              |
| 11:00                 |            | [ Súmula FSF] | Mano 75' | Público: pagantes Árbitro: SE Lucas Olívio dos Santos Pimheiro |

## Classificação Geral
*O Riachão foi punido pelo TJD-SE com a perda de 3 pontos, por deixar de disputar a partida diante do Boquinhense.